# スベトラーナ・サビツカヤ
スベトラーナ・エフゲニエヴナ・サビツカヤ（ロシア語:Светлана Евгеньевна Савицкая、英語:Svetlana Yevgenyevna Savitskaya、1948年8月8日 - ）は、ロシア・ソビエト連邦社会主義共和国モスクワ出身の女性宇宙飛行士。ワレンチナ・テレシコワが宇宙へ行った19年後の1982年にソユーズT-7に搭乗し、宇宙へ行った2人目の女性となった。彼女はソビエト空軍中将エフゲニー・サヴィツキーの娘であり、1980年から宇宙飛行士としての訓練を開始した。

## 経歴
サリュート7号に搭乗中の1984年7月25日、宇宙船の外に3時間35分滞在し、女性としては史上初めて、宇宙遊泳を行った。
地球への帰還途中、国際女性デーを記念して、司令官に任命された。
また彼女は、ソ連邦英雄を2度受章した。小惑星番号4118番の小惑星スヴェタは彼女にちなんで命名された。
彼女は1974年からテストパイロットとしても活躍し、MiGで18度の世界記録を、チームパラシュートで3度の世界記録を更新している。1970年に開催された第6回FAIエアロバティック世界選手権では優勝している。
1993年にはロシア空軍の少佐として現役を引退した。
2014年ソチオリンピックの開会式でロシア国旗を掲げた5人の宇宙飛行士（セルゲイ・クリカレフ、ロマン・ロマネンコ、サビツカヤ、フョードル・ユールチキン、エレナ・セロヴァ）の1人に選ばれた。

## 政治活動

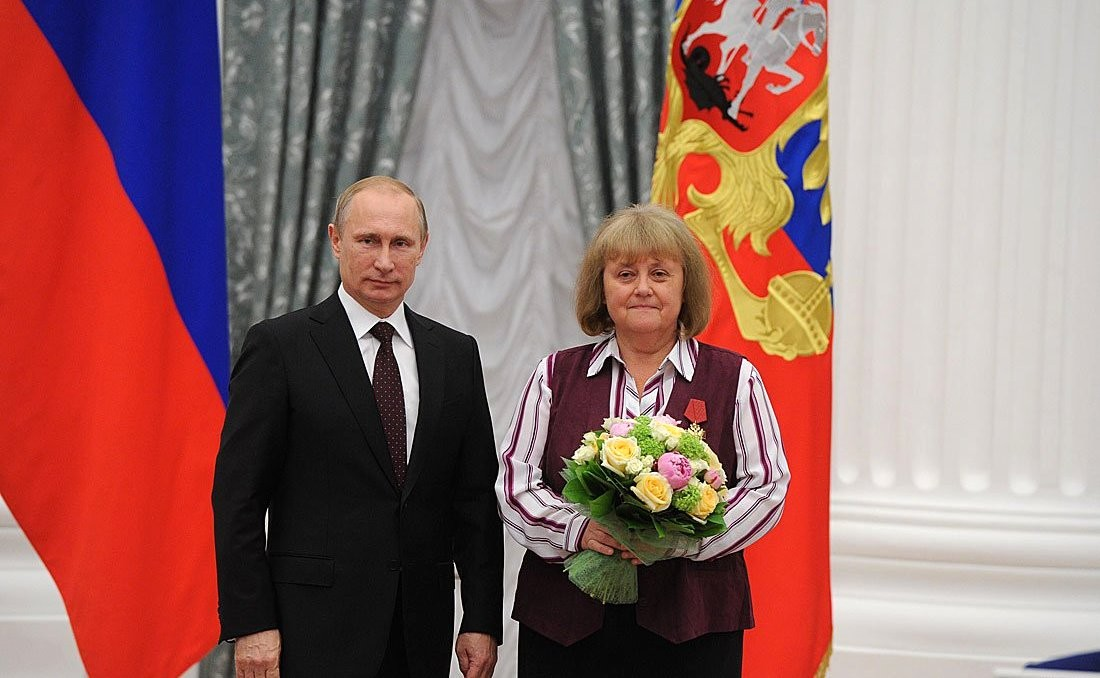
2014年、ロシア連邦大統領のウラジーミル・プーチン（左）と

1993年からロシア連邦共産党に所属するドゥーマ（ロシア連邦議会下院）の議員である。
ロシア・ウクライナ危機 (2021年-2022年)においてロシア軍のウクライナ侵攻のきっかけとなるドネツク人民共和国とルガンスク人民共和国の独立承認をプーチン大統領に迫った下院の決議などでロシア連邦共産党は主導的な役割を果たしたため、サビツカヤはアメリカ合衆国・カナダ・日本・イギリス・欧州連合（EU）から制裁対象のリストに追加された。